# Kohlwurst

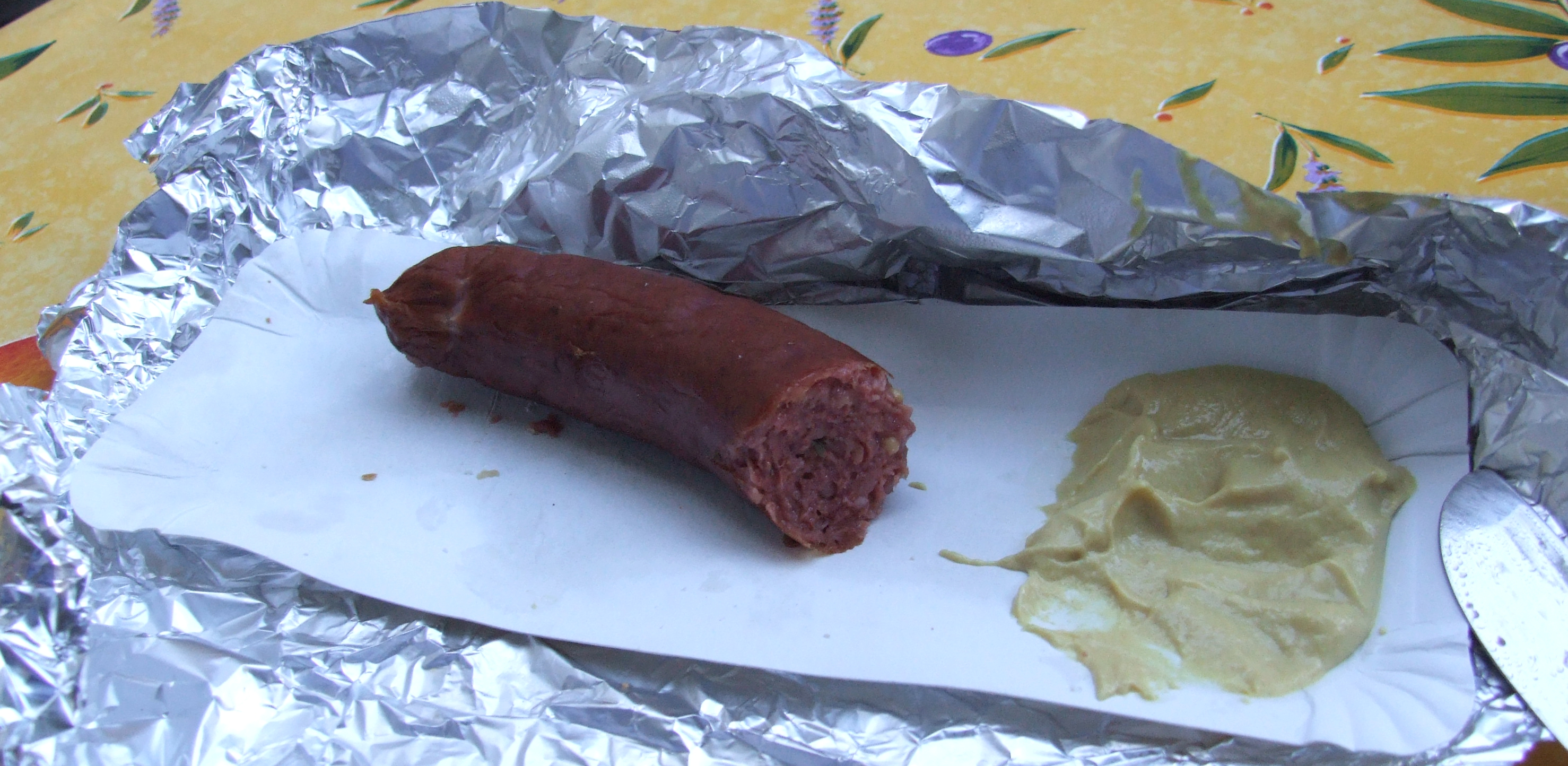
Lungenwurst de Schwerin.

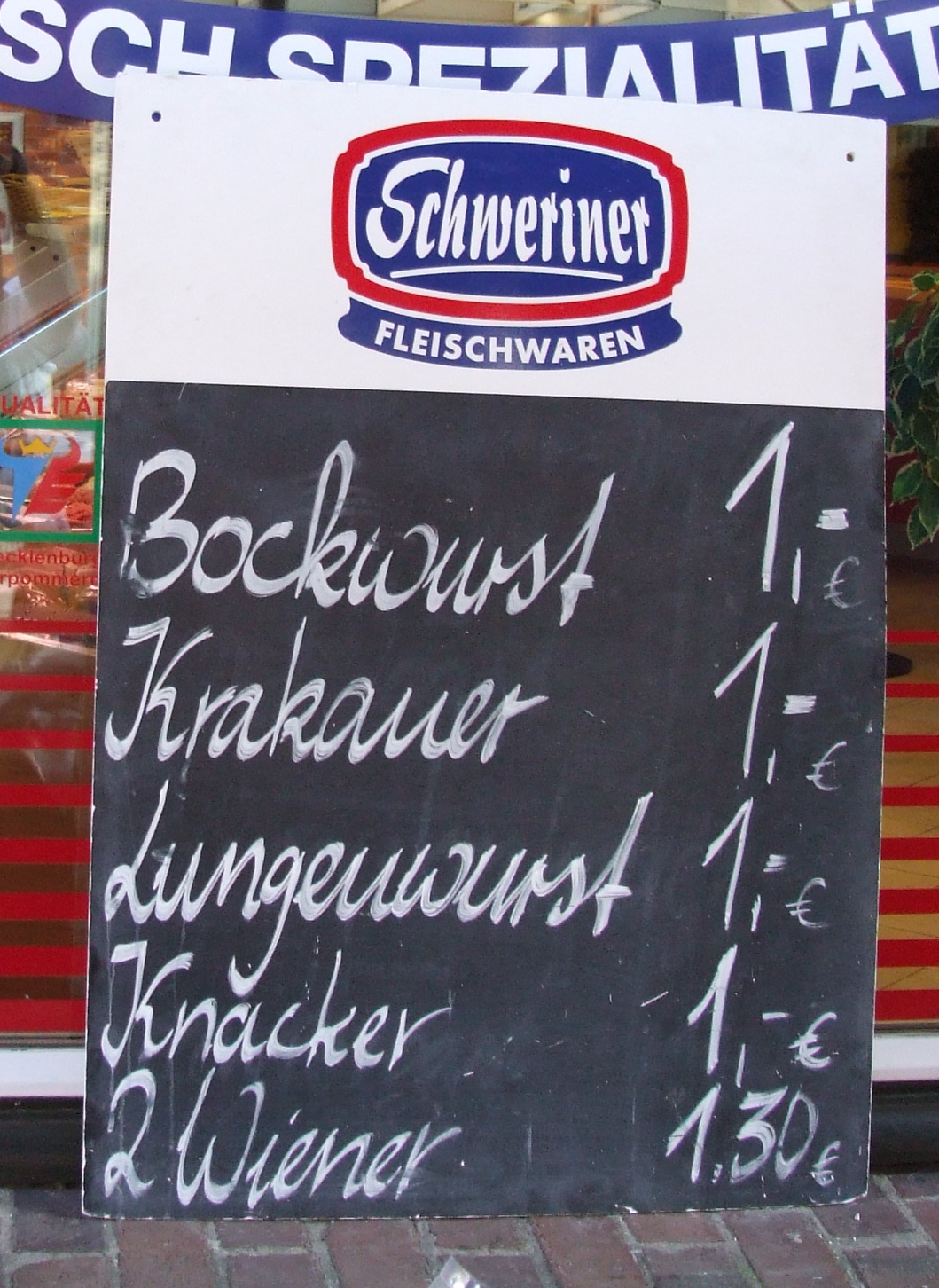
Dans une boucherie à Schwerin.

La Kohlwurst, également dénommée Lungenwurst ou Lungwurst, est une saucisse allemande de saveur forte élaborée avec de la viande crue de poumons de porc.